# Johannes Hoffmann
Johannes Hoffmann (3 de julio de 1867 - 15 de diciembre de 1930) fue un político alemán, miembro del Partido Socialdemócrata. Se desempeñó como Ministro presidente de Baviera desde 1919 hasta 1920.

## Biografía
Nacido en Ilbesheim, sus padres fueron Peter Hoffmann y su esposa Maria Eva, nacida Keller. Asistió al gimnasio en Landau in der Pfalz y, después de haber completado sus estudios en el seminario de enseñanza, se desempeñó como maestro de escuela en Kaiserslautern desde 1887. Se casó con Luise Ackermann en 1892.
Entre 1899 y 1904, Hoffmann fue miembro del ayuntamiento de Kaiserslautern, en representación del liberal Partido Popular Alemán (DVP). En 1907, se unió al Partido Socialdemócrata (SPD) y fue elegido diputado del Parlamento Regional Bávaro al año siguiente.
En 1910 regresó al ayuntamiento de Kaiserslautern y desde 1912 ocupó el cargo de segundo alcalde. Ese mismo año, fue elegido diputado del Reichstag. Después de la Revolución alemana de 1918-1919, se desempeñó como Ministro de Educación de Baviera bajo la dirección del Ministro-Presidente Kurt Eisner. Durante su mandato como Ministro de Educación, retiró el sistema escolar bávaro de la supervisión de la Iglesia Católica. Después del asesinato de Eisner, le sucedió como ministro-presidente de Baviera el 17 de marzo de 1919.
Expulsado de Munich por las fuerzas de la República Soviética Bávara y el consejo de trabajadores locales liderado por el excompañero del partido de Hoffmann, Ernst Niekisch, el parlamento y el gobierno escaparon a Bamberg en abril de 1919, donde Hoffmann participó en la elaboración de la Constitución de Baviera ("Constitución de Bamberg"). Después de que su gobierno ocupara Múnich con tropas de la Reichswehr y unidades paramilitares de los Freikorps, Hoffmann y su gabinete pudieron regresar en mayo de 1919. Sin embargo, el 14 de marzo de 1920, Hoffmann renunció y fue sucedido por Gustav von Kahr, después de ser forzado a dejar el cargo por las guardias civiles bávaras y las fuerzas de los Freikorps, en el marco del golpe de Kapp.
Hoffmann volvió a Kaiserslautern. Después de presentarse sin éxito para alcalde de Ludwigshafen, intentó nuevamente continuar su carrera docente. Sin embargo, no tuvo éxito. Hoffmann mantuvo su escaño en el Reichstag hasta su muerte en 1930.